# Piankatank
 Ovo je glavno značenje pojma Piankatank. Za istoimenu rijeku pogledajte Piankatank (rijeka).
Piankatank, pleme američkih Indijanaca porodice Algonquian naseljeno u ranom 17. stoljeću duž rijeke Piankatank u sadašnjoj američkoj državi Virginia. Glavno istoimeno selo Piankatanka nalazilo se na rijeci Piankatank na području današnjeg okruga Middlesex. U vrijeme dolaska kapetana Johna Smitha (1607) populacija im je iznosila oko 200. Pleme Piankatank bilo je član plemenskog saveza Powhatan. Nestali su.
Ime im se javljalo i u oblicima Payankatanks (Simons, 1629), Payankatonks (Jefferson, 1801) i Piankatanks (Drake, 1848).